# Bitva u Jeny
Bitva u Jeny byla střetem napoleonských válek, který se odehrál 14. října 1806. V bitvě porazil francouzský císař Napoleon pruské jednotky knížete Hohenlohe, o nichž si myslel, že jsou hlavní pruskou armádou. Ta byla ve stejný den rozdrcena u Auerstedtu.
Napoleon měl k dispozici armádu o síle 56 000 mužů, pruská armáda čítala 64 000 mužů (podle některých zdrojů 72 000 mužů včetně Sasů).

## Průběh bitvy
Bitva byla zahájena za husté mlhy. Pruská armáda byla rozptýlena na 20 km široké frontě mezi Jenou a Výmarem. Napoleon obsadil příkrou výšinu Landgrafenberg, ovládající Jenu na levém břehu Sály. Francouzi na pruskou armádu zaútočili z výšin a opakovanými útoky ji zcela rozdrobili. Dopoledne byla pruská armáda smetena; ztratila 27 000 mužů a 112 děl, Francouzi ztratili jen 6000 vojáků.